# Valle di Neander
La Valle di Neander (Neandertal), dal compositore Joachim Neander, è una forra lungo il fiume Düssel in Germania divisa tra i comuni di Erkrath e Mettmann nel land Renania Settentrionale-Vestfalia, a circa 12 km da Düsseldorf.
È famosa perché vide il primo ritrovamento di fossili di Homo neanderthalensis nel 1856. Veniva chiamata a quei tempi Neandershöhle (forra di Neander).